# Cornelius Berenberg
Cornelius Berenberg (1634 - 1711) foi um grande burguês de Hamburgo, banqueiro mercantil, membro da família Berenberg e proprietário do Banco Berenberg. Seu avô Hans Berenberg (1561-1626) havia fugido de Antuérpia com seu irmão Paul Berenberg (1566-1645) e fundado a casa comercial de Berenberg em Hamburgo. Em Hamburgo, a família Berenberg fazia parte da colônia mercante holandesa. Cornelius Berenberg foi o primeiro a se envolver no banco comercial. Ele transformou a empresa em uma casa e um banco de comerciantes muito bem-sucedidos e estabeleceu vínculos comerciais com a França, Espanha, Portugal, Itália, Escandinávia e Rússia. As conexões familiares dos Berenberg foram fundamentais para o desenvolvimento, especialmente em Livorno e Lisboa, com suas colônias de ricos comerciantes holandeses.
Seu pai era Hans Berenberg (1593-1640) e sua mãe era Adelheid Ruhlant (1611-1684), filha do advogado Rütger Ruhlant (1568-1630) que havia sido enobrecido pelo Sacro Imperador Romano em 1622 e Catarina de Greve (1582-1655). 
Ele foi casado com Anna Margaretha Colin (1649-1684), filha de Daniel Colin (1615-1660) e Elisabeth Adelheid Engels (1620-1659). Seu filho era o senador e banqueiro Rudolf Berenberg. 